# Annemarie Schwarzenbachová
Annemarie Minna Renée Schwarzenbachová (nepřechýleně Schwarzenbach; 23. května 1908 Curych – 15. listopadu 1942 Sils im Engadin/Segl) byla švýcarská spisovatelka, novinářka, fotografka a cestovatelka.

## Život
Annemarie Schwarzenbachová se narodila ve švýcarském Curychu. Když jí byly čtyři roky, rodina se přestěhovala do Bocken Estate v Horgenu poblíž Curyšského jezera, kde vyrostla. Její otec, Alfred, byl bohatý podnikatel v hedvábném průmyslu. Její matka, Renée Schwarzenbachová-Willeová, dcera švýcarského generála Ulricha Willeho, pocházejícího z německých aristokratických kruhů, byla prominentní hostitelka, jezdkyně a amatérská fotografka. Její otec toleroval bisexualitu své manželky.
Od raného věku se Annemarie začala oblékat a chovat jako chlapec. Její rodiče to tolerovali a ona se toho pak držela po celý život. Důsledkem bylo, že si ji později lidé často pletli s mladým mužem.
Na soukromé škole v Curychu studovala hlavně němčinu, historii a hudbu, a zanedbávala ostatní předměty. Měla ráda tanec a byla nadšenou klavíristkou. Její hlavní touhou ale bylo stát se spisovatelkou. Studovala v Curychu a Paříži a ve věku 23 let získala doktorát z historie na univerzitě v Curychu. Začala psát, když byla ještě studentkou. Krátce po ukončení studia vydala svou první novelu Freunde um Bernhard (Bernhard's Circle), která byla dobře přijata.
V roce 1930 se setkala s Erikou a Klausem Mannovými (dcera a syn Thomase Manna). Fascinovalo ji Eričino osobní kouzlo a sebevědomí. Mezi oběma ženami se rozvinul vztah, který k Annemariině zklamání netrval dlouho. Erika se zamilovala do herečky Therese Giehse. Přesto zůstaly přítelkyněmi. Annemarie po bolestném rozchodu strávila následující roky v Berlíně, kde našla spřízněnou duši v Klausi Mannovi a stala se častou návštěvnicí jeho rodinného domu. S Klausem začala užívat drogy. Vedla intenzivní život v rušném, dekadentním, uměleckém městě, jakým byl Berlín na konci Výmarské republiky. Žila ve Westendu, řídila rychlá auta a vrhla se do berlínského nočního života. „Žila nebezpečně. Pila příliš mnoho. Nikdy nešla spát před úsvitem,“ vzpomínala na svou přítelkyni Ruth Landshoff. Její androgynní krása fascinovala a přitahovala muže i ženy.
V roce 1932 Annemarie naplánovala cestu automobilem do Persie s Klausem a Erikou Mannovými a jejich přítelem z dětství, malířem Ricki (Richardem) Hallgartenem. Večer před plánovaným odjezdem, 5. května 1932, se Ricki, trpící depresí, zastřelil ve svém domě v Uttingu na Ammersee. Pro Annemarie to bylo poprvé, kdy se přímo setkala se smrtí.
Její životní styl ukončilo nacistické převzetí moci v roce 1933, kdy byl bohémský Berlín zničen. Napětí mezi Annemarií a její rodinou vzrostlo, protože někteří její členové sympatizovali s krajně pravicovými švýcarskými stranami, které usilovaly o užší vztahy s nacistickým Německem. Rodiče na Annemarii naléhali, aby se vzdala přátelství s rodinou Mannových a angažovala se při rekonstrukci Německa pod vedením Adolfa Hitlera. To ale nemohla udělat, protože byla přesvědčenou antifašistkou a okruh jejích přátel zahrnoval Židy a politické uprchlíky z Německa. Místo toho později pomohla Klausi Mannovi financovat protifašistický literární měsíčník Die Sammlung, který vycházel v Amsterdamu a pomáhal spisovatelům, kteří uprchli z Německa tím, že publikoval jejich články a povídky. Tlak, který cítila, ji vedl k pokusu o sebevraždu, což způsobilo skandál v její rodině a okruhu konzervativních rodinných přátel ve Švýcarsku.
V letech 1932 a 1933 podnikla několik cest do zahraničí s Klausem Mannem a to do Itálie, Francie a Skandinávie. V roce 1933 cestovala s fotografkou Mariannou Breslauer do Španělska, aby zpracovaly reportáž o Pyrenejích. Marianne byla osobností Annemarie fascinována: „Nebyl to ani muž, ani žena,“ napsala, „ale anděl, archanděl.“ a vytvořila řadu jejích ikonických portrétních fotografií. Později toho roku odcestovala Annemarie do Persie. Po návratu do Švýcarska doprovázela Klause Manna do Moskvy na Kongres sovětských spisovatelů. Toto bylo Klausovo nejplodnější a nejúspěšnější spisovatelské období. Na své další cestě do zahraničí mu napsala, že s ním chce – přes svou homosexuální a bisexuální orientaci – uzavřít sňatek. Z tohoto záměru ale sešlo.

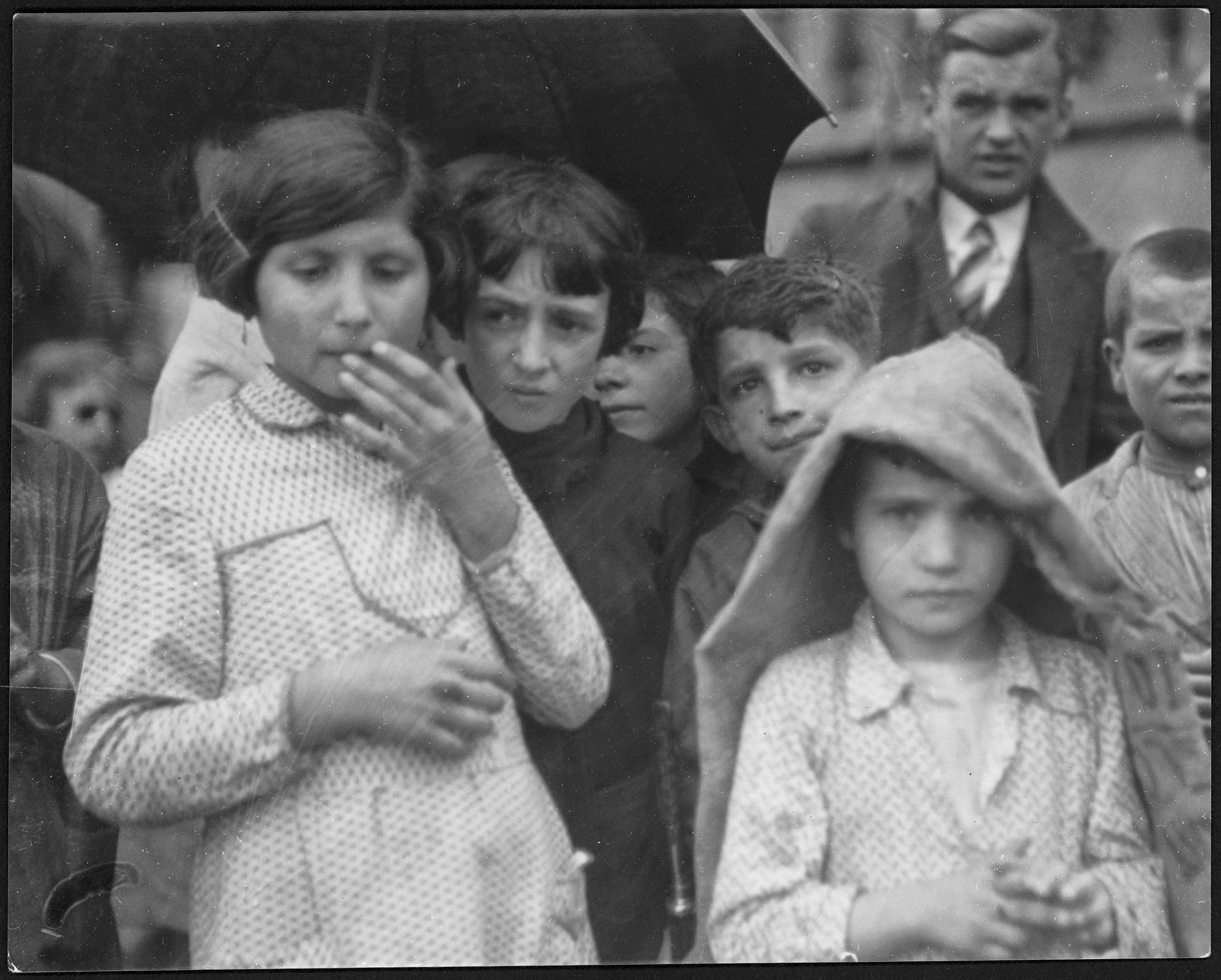
Děti v dešti, Seo de Urgel, Španělsko, 1933
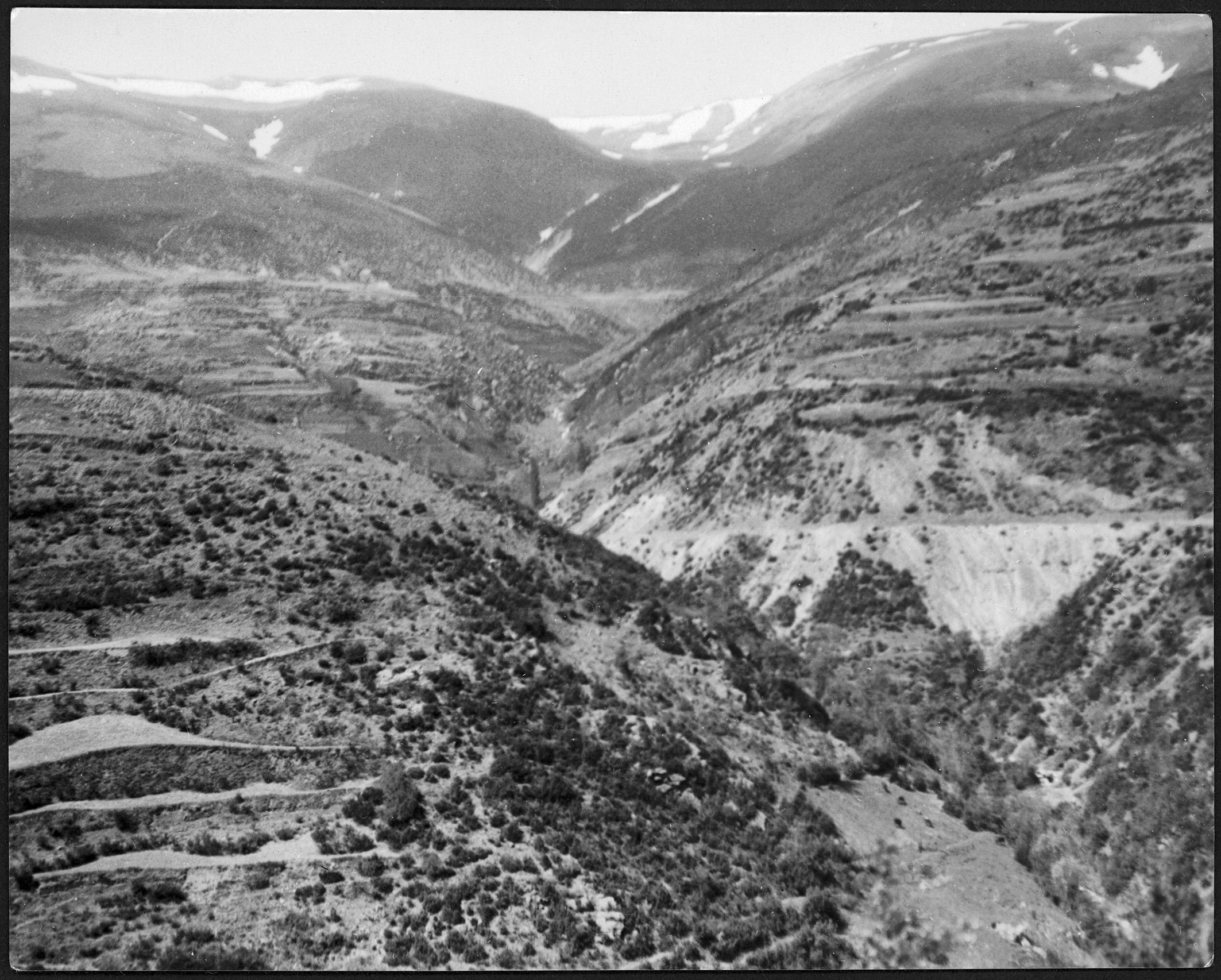
Krajina v Pyrenejích, 1933
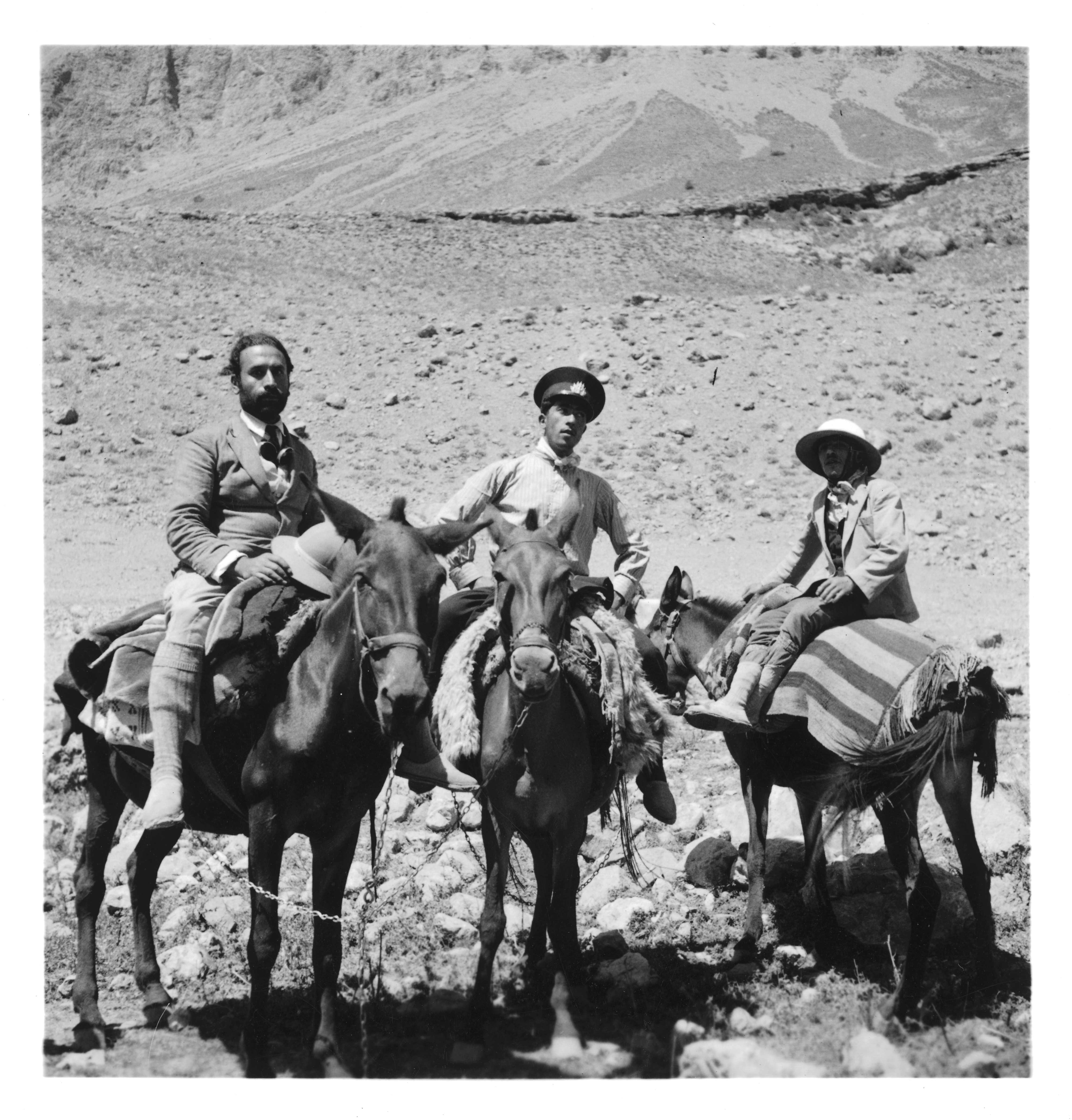
Tři muži na koních, úpatí Elbrusu, Gruzie, asi 1935.
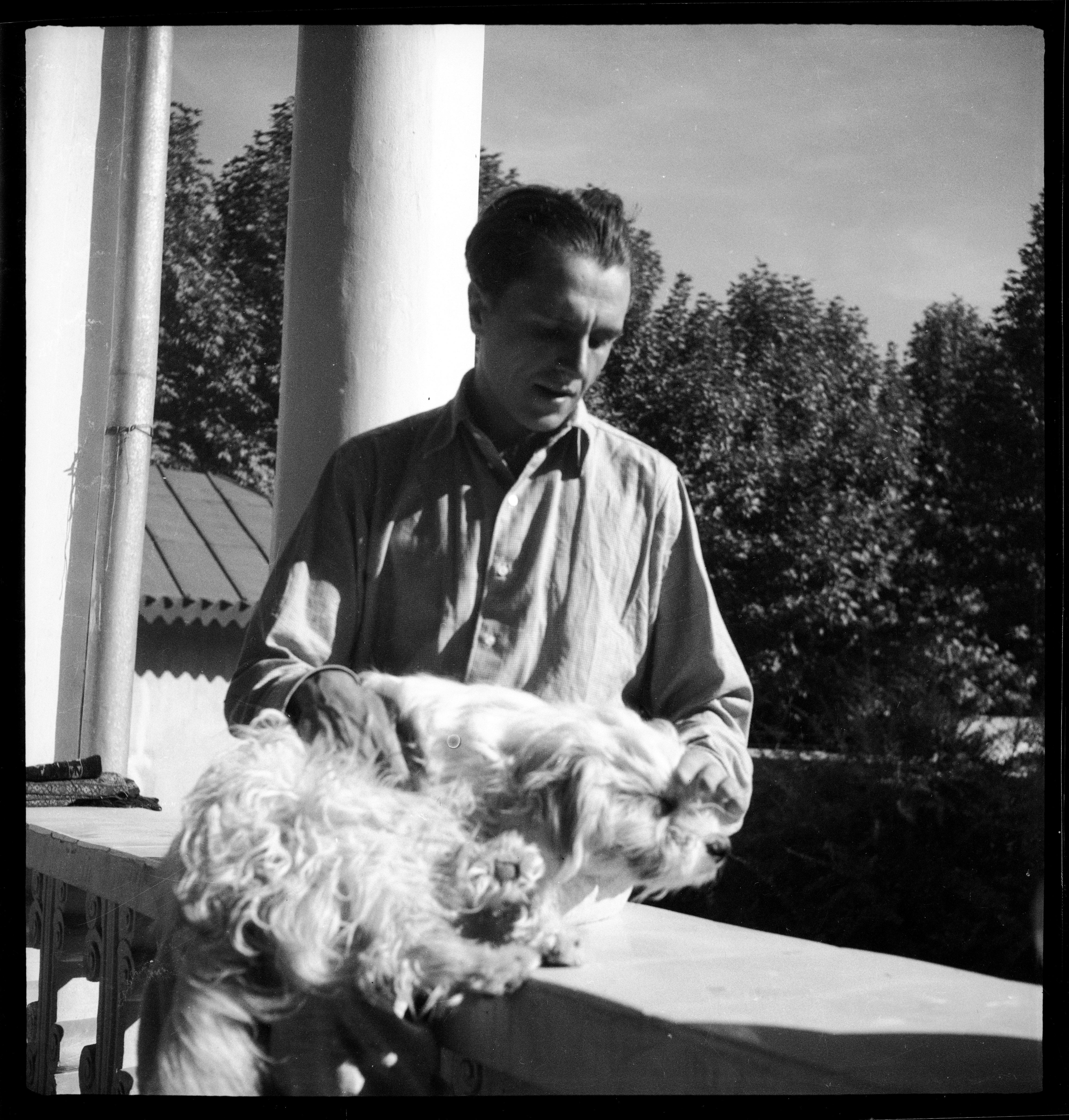
Persie, Farmanieh (Teherán), Claude Clarac, manžel A. S. se psem, 1935.

V roce 1935 se vrátila do Persie, kde se provdala za francouzského diplomata Achille-Claude Claraca, který byl rovněž homosexuálem. Znali se jen několik týdnů a pro obě strany to bylo manželství, které jim usnadnilo život. Annemarie tím získala francouzský diplomatický pas, který jí umožňoval cestovat bez omezení. Nějakou dobu spolu žili v Teheránu, ale když odešli do izolované oblasti na venkově, aby unikli letnímu vedru, jejich osamělá existence měla na Annemarie nepříznivý vliv. Vrátila se k užívání morfinu, který už léta používala na různé nemoci, ale nyní se na něm stala závislou.
Vrátila se do Švýcarska na dovolenou, přičemž cestovala autem přes Rusko a Balkán. Zajímala se o kariéru Lorenza Saladina, švýcarského horolezce a fotografa. Ten právě přišel 17. září 1936 o život na rusko-čínské hranici. Z jeho příspěvků do časopisů poznala kvalitu jeho fotografií. Byla také fascinována jeho neohroženým přístupem k životu a jeho důvěrou tváří v tvář potížím, které kontrastovaly s jejími vlastními problémy a depresemi. Když byla v Moskvě, získala Saladinovy filmy a deník a vzala je do Švýcarska s úmyslem o něm napsat knihu. Jakmile však byla doma, nemohla čelit návratu k osamocení, jaké zažila v Persii. Pronajala si dům v Sils v Oberengadin, který se stal útočištěm pro ni a pro její přátele. Zde napsala knihu, která se stala jejím nejúspěšnějším dílem: Lorenz Saladin: Ein Leben für die Berge (Lorenz Saladin: Život pro hory), s předmluvou Svena Hedina. Napsala také román Tod in Persien (Smrt v Persii), který byl ale vydán až v roce 1998, jeho přepracovaná verze se objevila jako Das Glückliche Tal (Šťastné údolí) již v roce 1940.

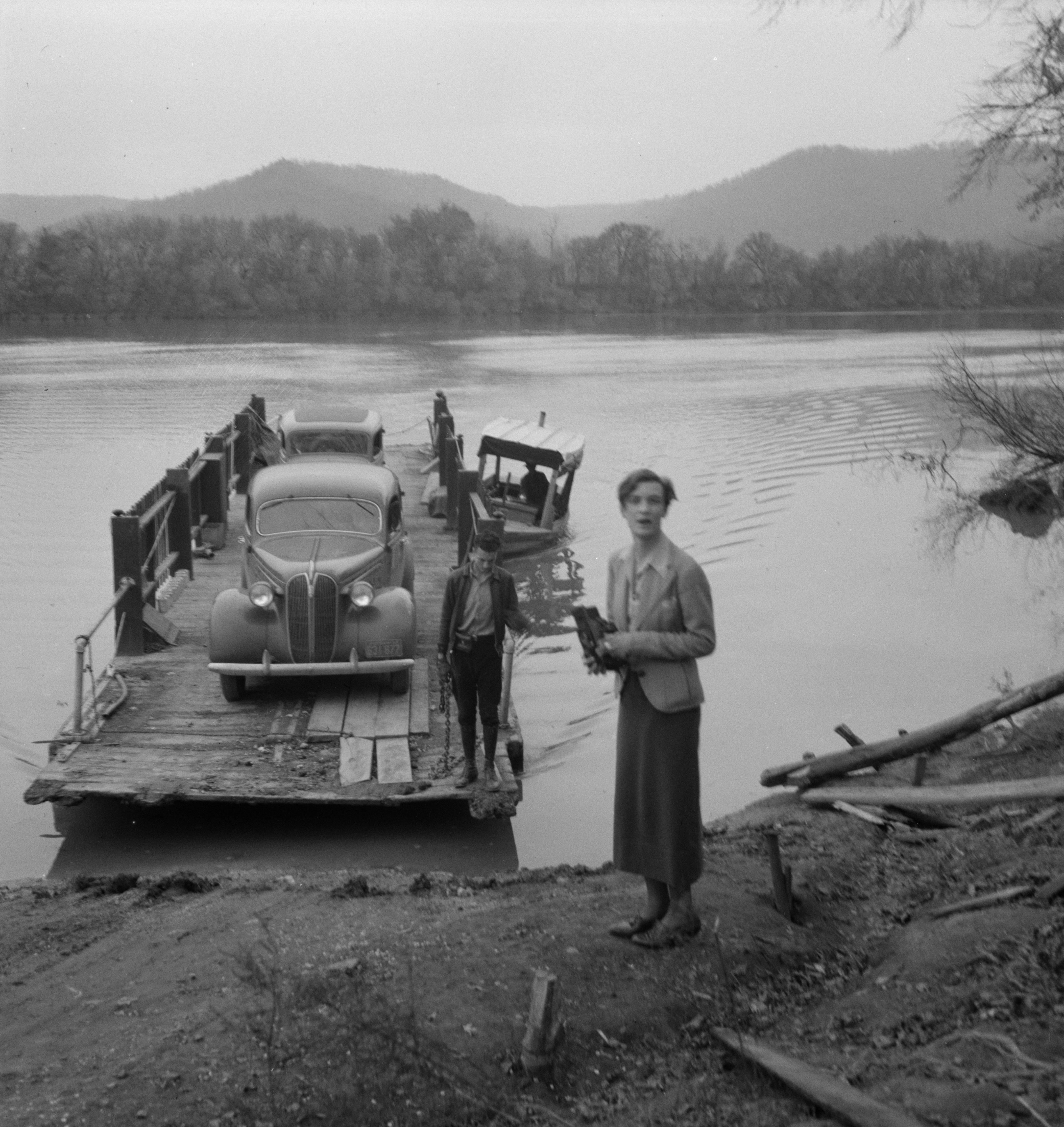
Barbara Wright: Přívoz v Tennessee. Stojící žena je Annemarie Schwarzenbachová.

V letech 1937 a 1938 její fotografie dokumentovaly vzestup fašismu v Evropě. Navštívila Rakousko a Československo. Podnikla svou první cestu do USA, kde doprovázela americkou přítelkyni, fotografku Barbaru Hamilton-Wright, na cestě autem podél východního pobřeží. Cestovaly z Maine až do tradičních jižních států (Deep South) a odtud do uhelných pánví a průmyslových oblastí kolem Pittsburghu. Její fotografie dokumentovaly životy chudých a utlačovaných v těchto regionech.

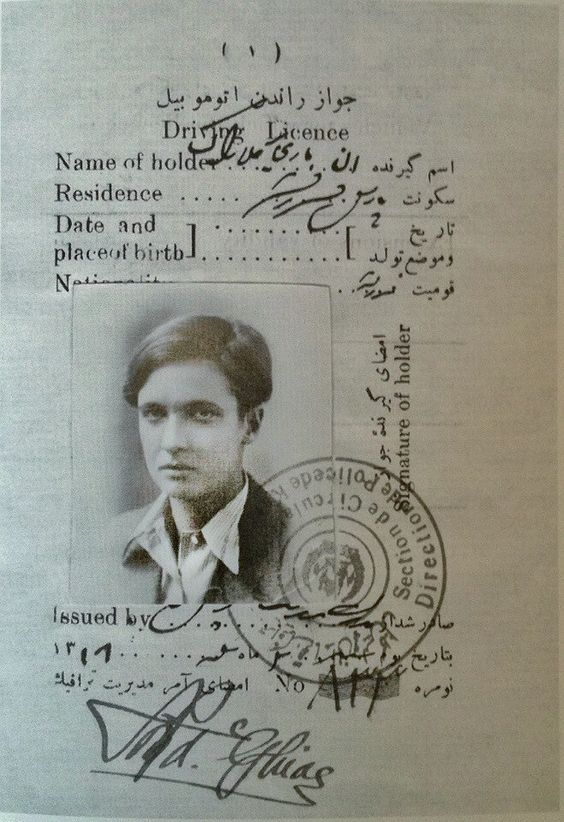
Řidičský průkaz Annemarie Schwarzenbachové pro Persii a Kongo

V červnu 1939 ve snaze bojovat s drogovou závislostí a uprchnout z prostoru násilí v Evropě se vydala na etnografickou cestu do Afghánistánu s cestovatelkou Ellou Maillart. Ta cestovala před dvěma lety z Istanbulu do Indie autostopem a měla příjemné vzpomínky na místa, která během této cesty navštívila. Vyrazily ze Ženevy v malém autě Ford a cestovaly přes Istanbul, Trabzon a Teherán a v Afghánistánu se vydaly na severní cestu přes Herát do Kábulu.
V Kábulu je zastihlo vypuknutí druhé světové války. V Afghánistánu onemocněla Annemarie bronchitidou a projevily se u ní další zdravotní problémy. Stále ale trvala na cestě do Turkmenistánu. V Kábulu se společnice rozešly, Ella Maillart si nedokázala poradit s drogově závislou přítelkyní. V roce 1940 se znovu setkaly, když Annemarie nastupovala na loď, aby se vrátila do Evropy. Cestu popisuje Ella Maillart ve své knize The Cruel Way (1947), která byla věnována „Christině“ (tak spisovatelka ve své knize pojmenovala Annemarie, možná na žádost její matky Renée). V roce 2001 byla kniha zfilmována pod názvem Cesta do Kafiristánu (The Journey to Kafiristan). Uvádí se, že Annemarie měla vztah s dcerou tureckého velvyslance v Teheránu, která trpěla tuberkulózou, a s archeoložkou v Turkmenistánu. Jednalo se o některé z mnoha vztahů, které měla během těchto let.
Po cestě do Afghánistánu odcestovala do USA, kde se znovu setkala se svými přáteli, sourozenci Mannovými. S nimi spolupracovala při práci výboru pro pomoc uprchlíkům z Evropy. Erika se však brzy rozhodla odcestovat do Londýna, což Annemarie zklamalo a brzy se cítila rozčarovaná svým životem v USA. Mezitím nastala další komplikace: v hotelu se setkala se začínající 23letou spisovatelkou Carson McCullersovou, která se do Annemarie šíleně zamilovala („Měla tvář, o které jsem věděla, že mě bude pronásledovat po zbytek mého života,“ napsala Carson). Její vášeň ale nebyla opětována. Annemarie o ni nejevila zájem, protože měla spoustu vlastních problémů, a věděla, že v jednostranném vztahu není žádná budoucnost. Proto se vyhýbala setkání s Carson, zůstaly ale přítelkyněmi.
Později vedly dlouhou a relativně něžnou korespondenci, hlavně na téma psané literatury. Carson jí věnovala svůj román Úvahy ve zlatém oku (Reflections in a Golden Eye), který byl ve skutečnosti napsán dříve, než se obě ženy setkaly. Annemarie byla také v této době zapletena do složitého vztahu s manželkou bohatého muže, baronesou Margot von Opel, a současně se stále potýkala se svými city vůči Erice Mannové. To přispělo k dalšímu záchvatu deprese a dalšímu pokusu o sebevraždu, následně byla hospitalizována a propuštěna pouze pod podmínkou, že opustí USA.
V březnu 1941 se Annemarie vrátila zpět do Švýcarska, ale brzy se opět vydala na cesty. Jako akreditovaná novinářka Svobodné Francie cestovala po území belgického Konga, kde strávila nějaký čas, ale bylo jí zde bráněno v její činnosti. V květnu 1942 se v Lisabonu setkala s německou novinářkou Margret Boveri, která byla deportována z USA (její matka Marcella O'Grady byla Američanka). Osobně si byly sympatické, ale Margret se nelíbila Annemariina práce. V červnu 1942 se v Tétouanu znovu setkala se svým manželem Claudem Claracem a poté se vrátila do Švýcarska. Po návratu začala spřádat nové plány. Ucházela se o pozici korespondentky švýcarských novin v Lisabonu.

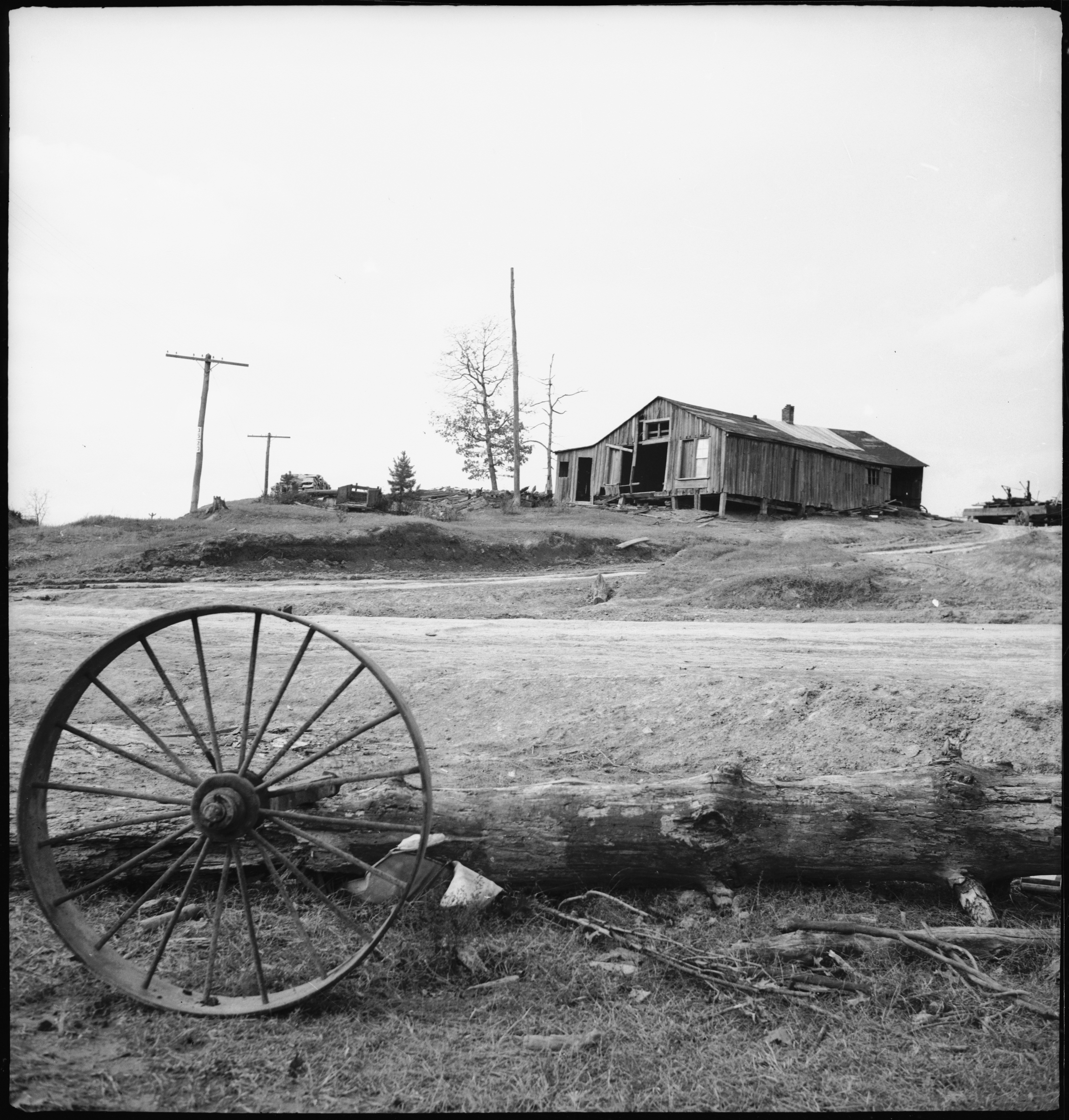
Opuštěná farma v Cumberland Mountains, Tennessee, 1936–1939
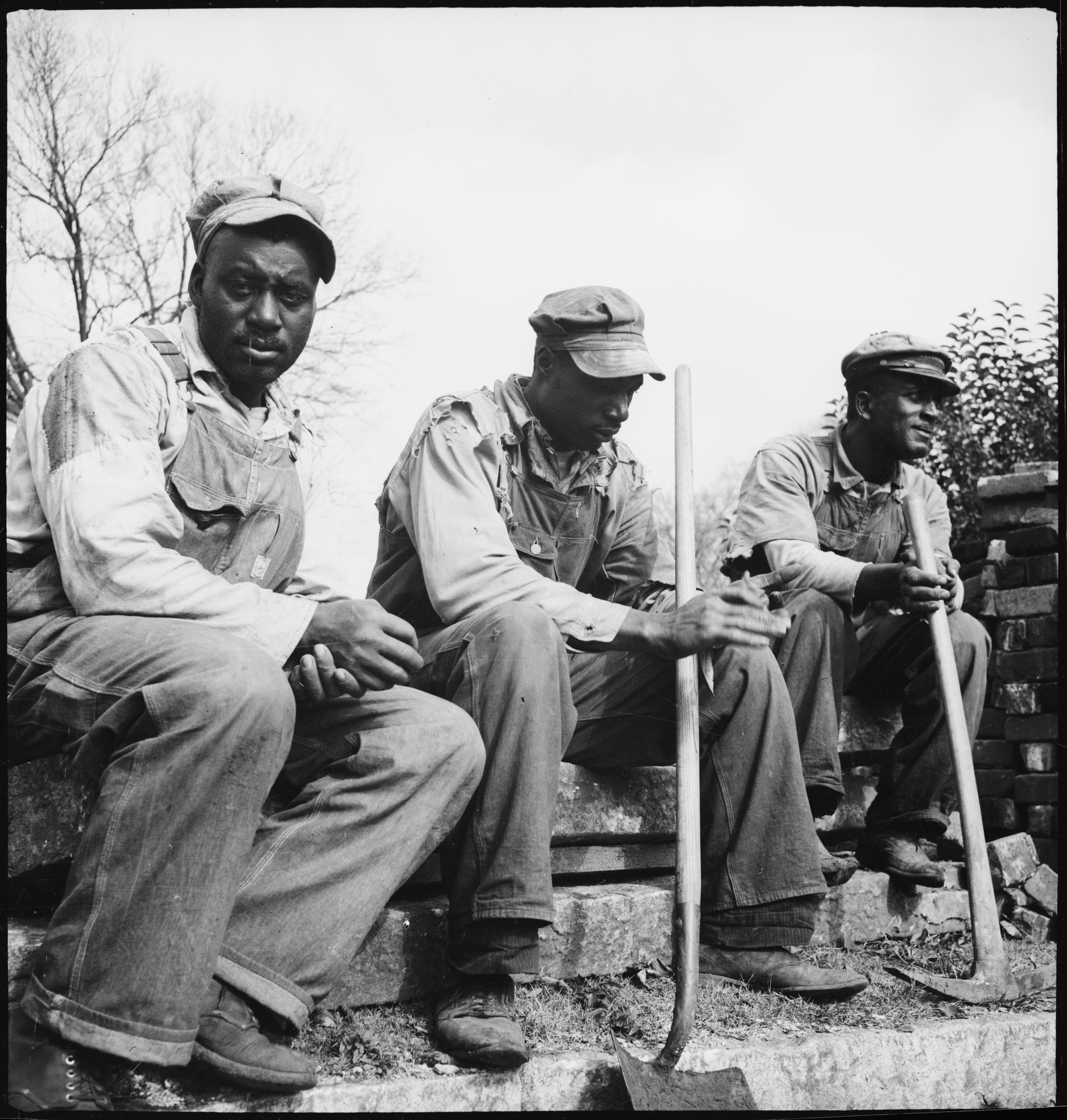
Silniční dělníci, Montgomery, Alabama, 1936–1939
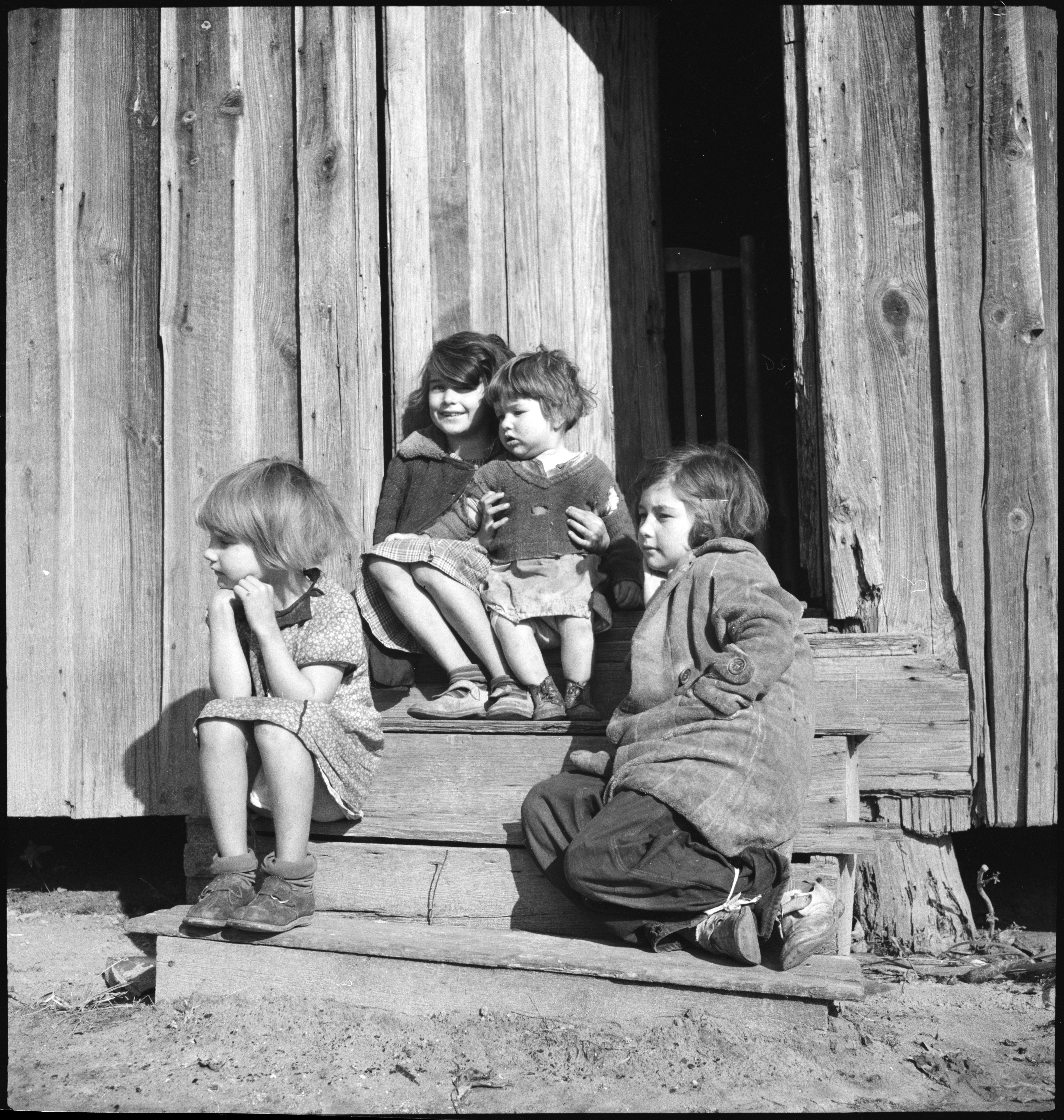
Děti před dřevěným domem, Lumberton, Severní Karolína, 1936–1939
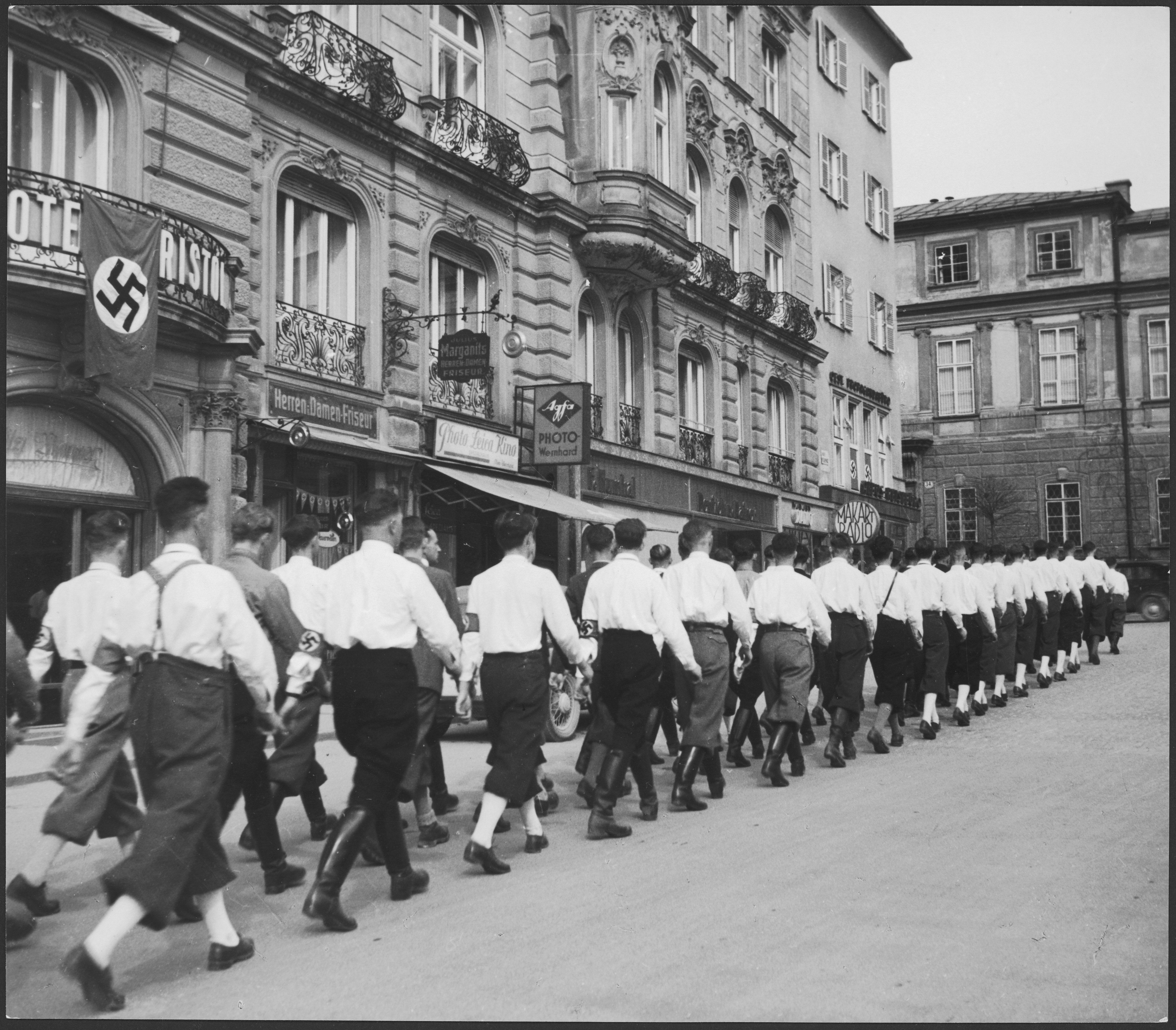
Stoupenci nacismu pochodují ulicemi Salcburku, březen 1939
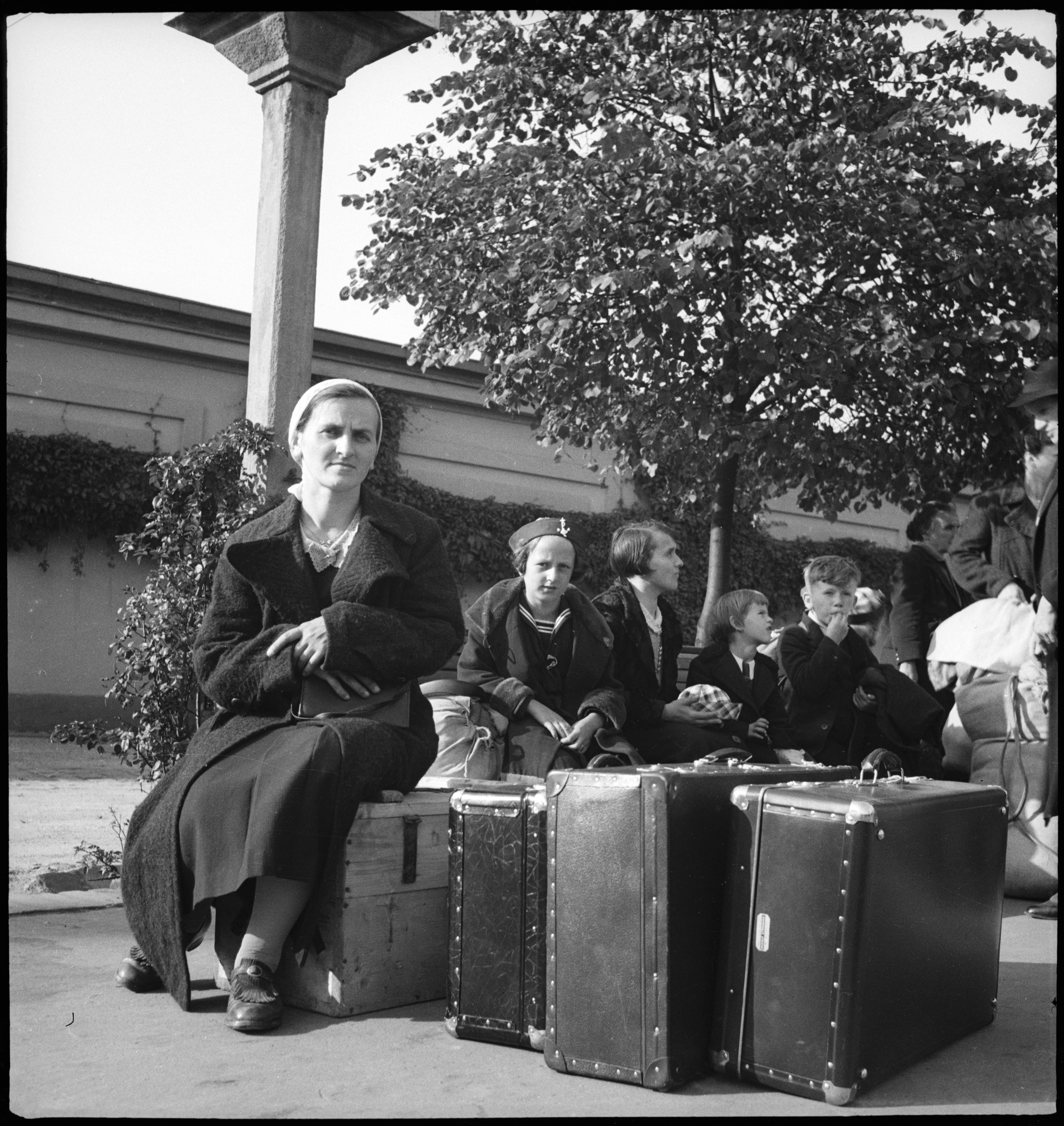
Praha, uprchlíci z pohraničí, říjen 1938

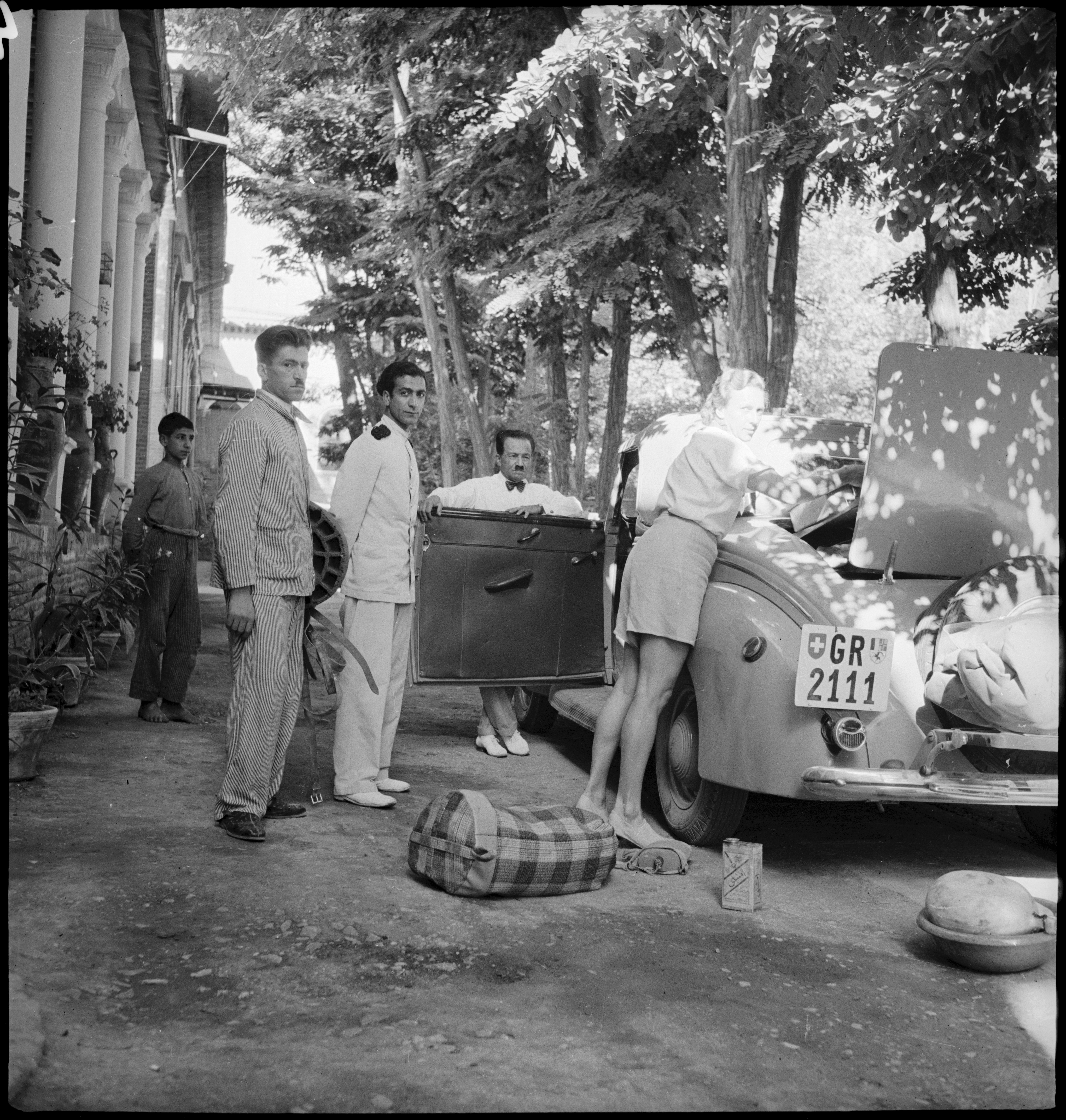
Ella Maillart připravuje automobil k odjezdu. Mašhad, Persie, 1939 nebo 1940
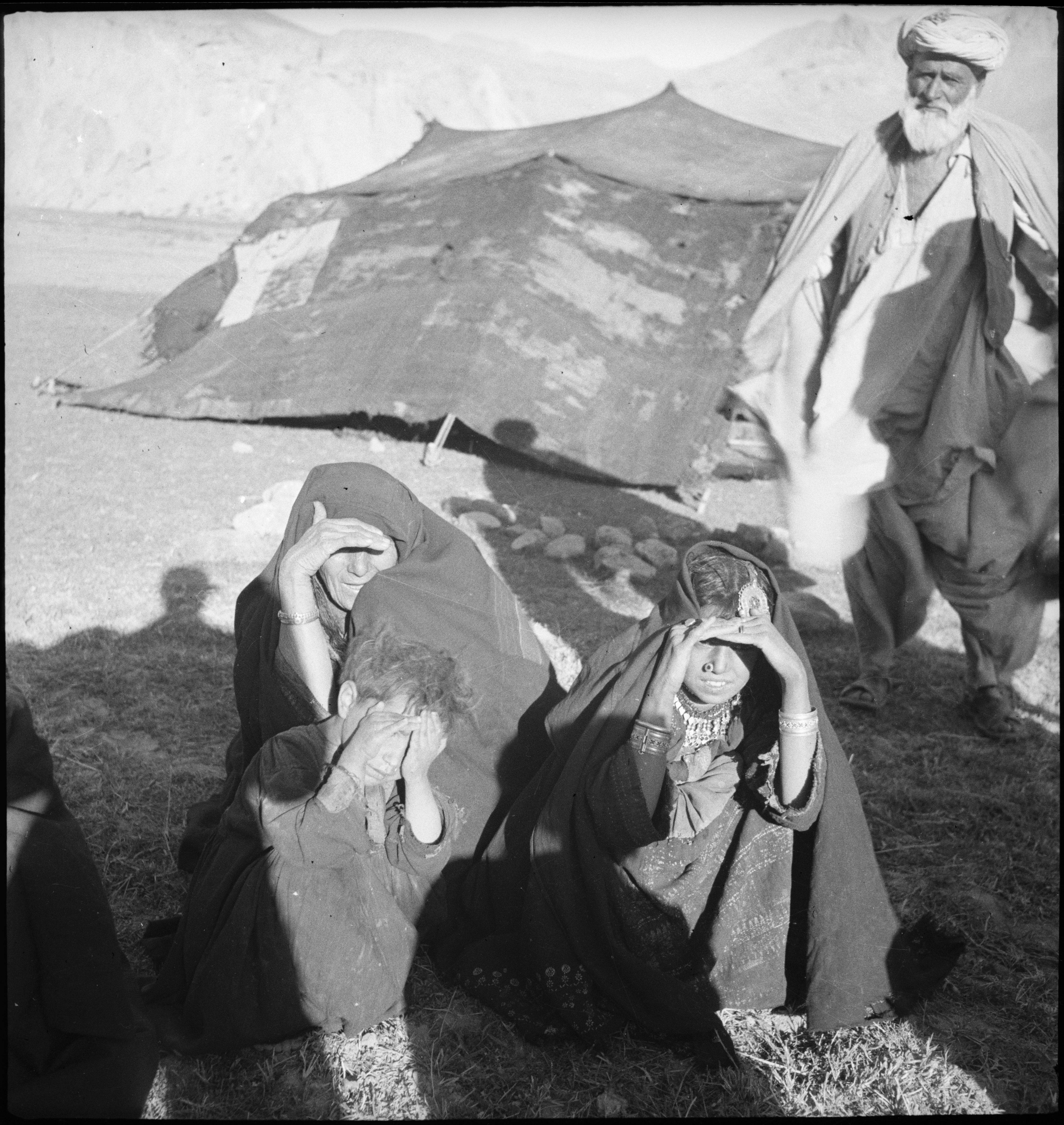
Afghánistán, Bámján, dvě ženy a muž před stanem, 1939–1940.
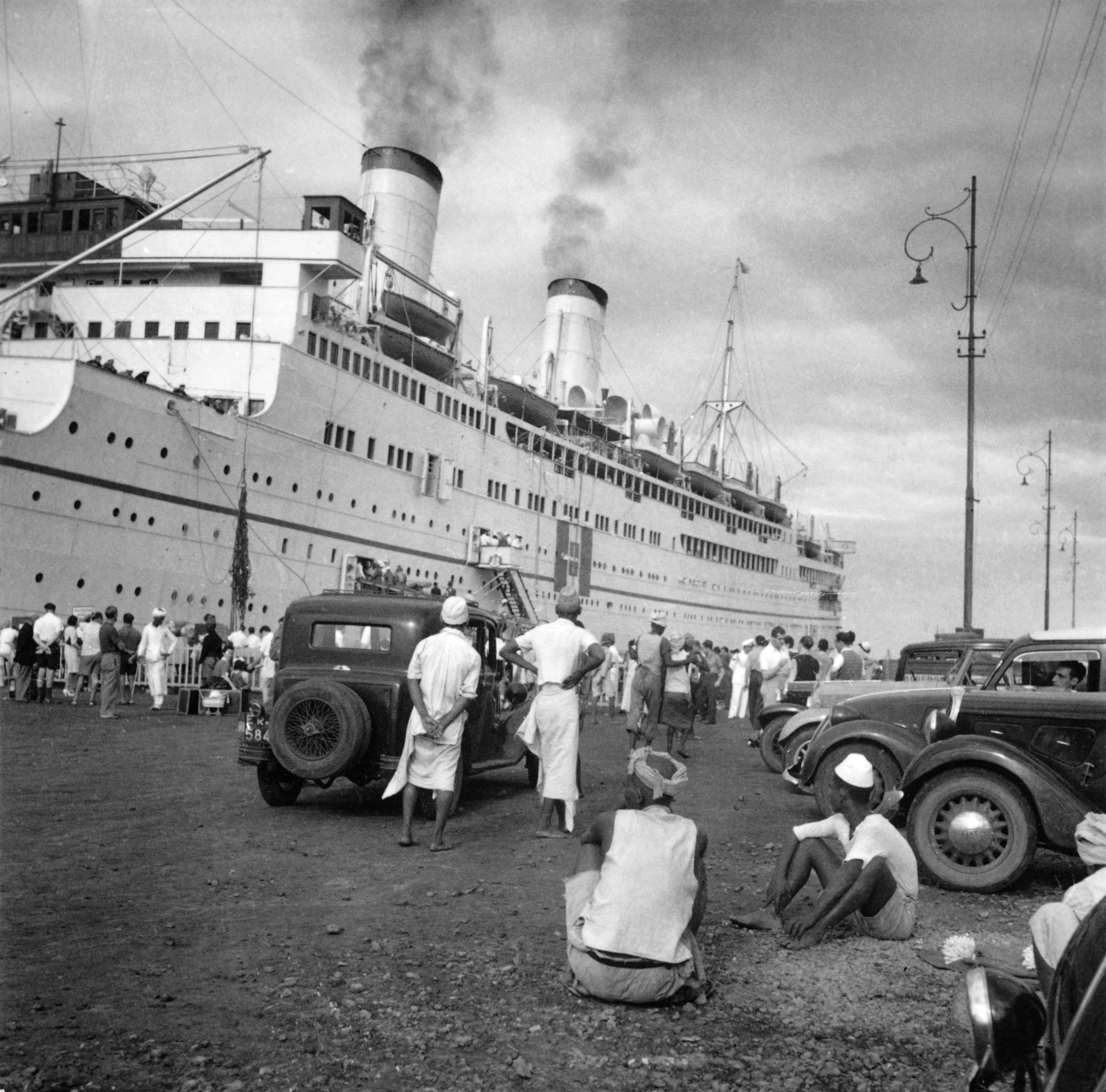
Italská východní Afrika, přístav Massawa, 1939 nebo 1940
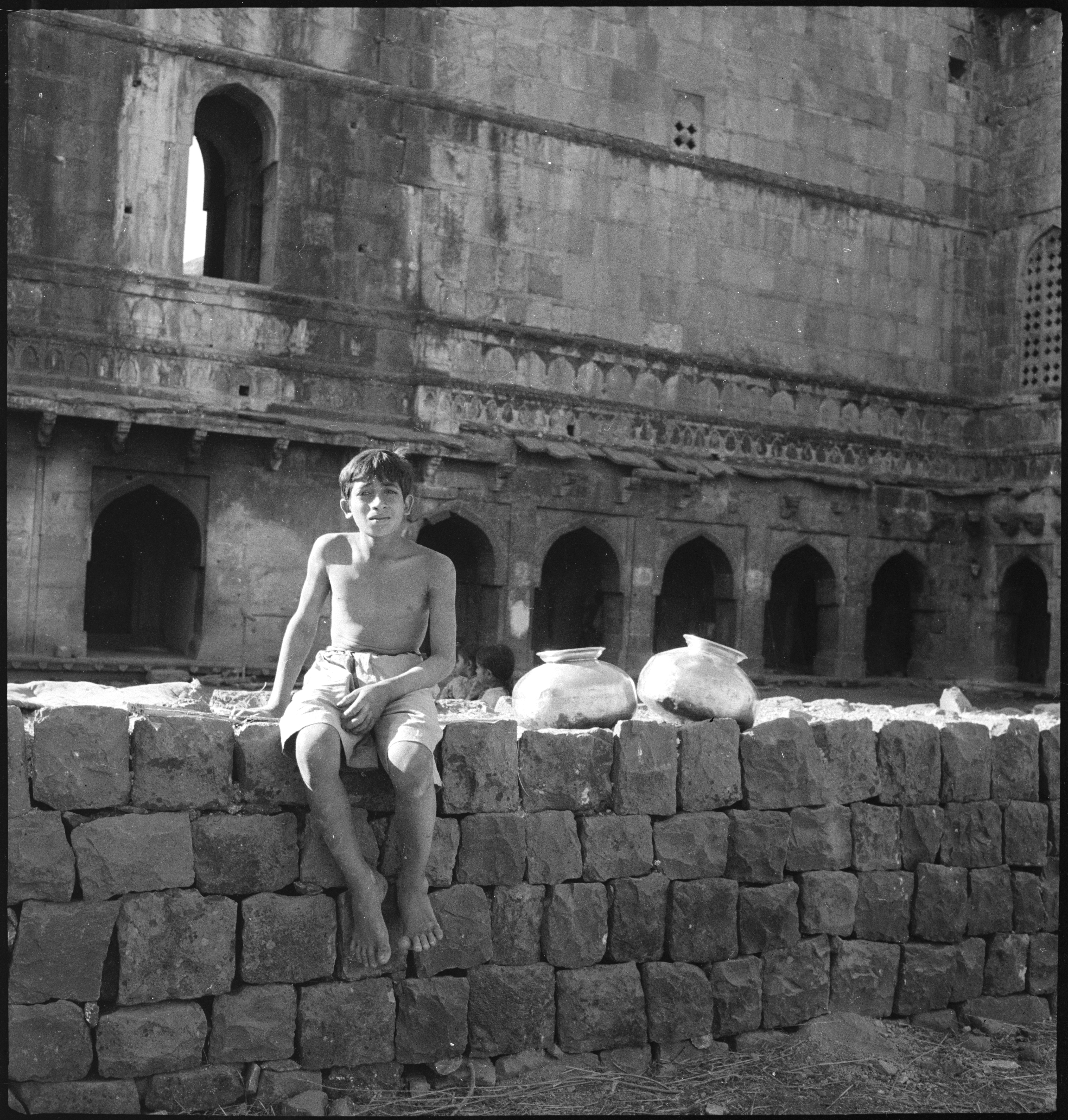
Mandav, Indie, 1939 nebo 1940
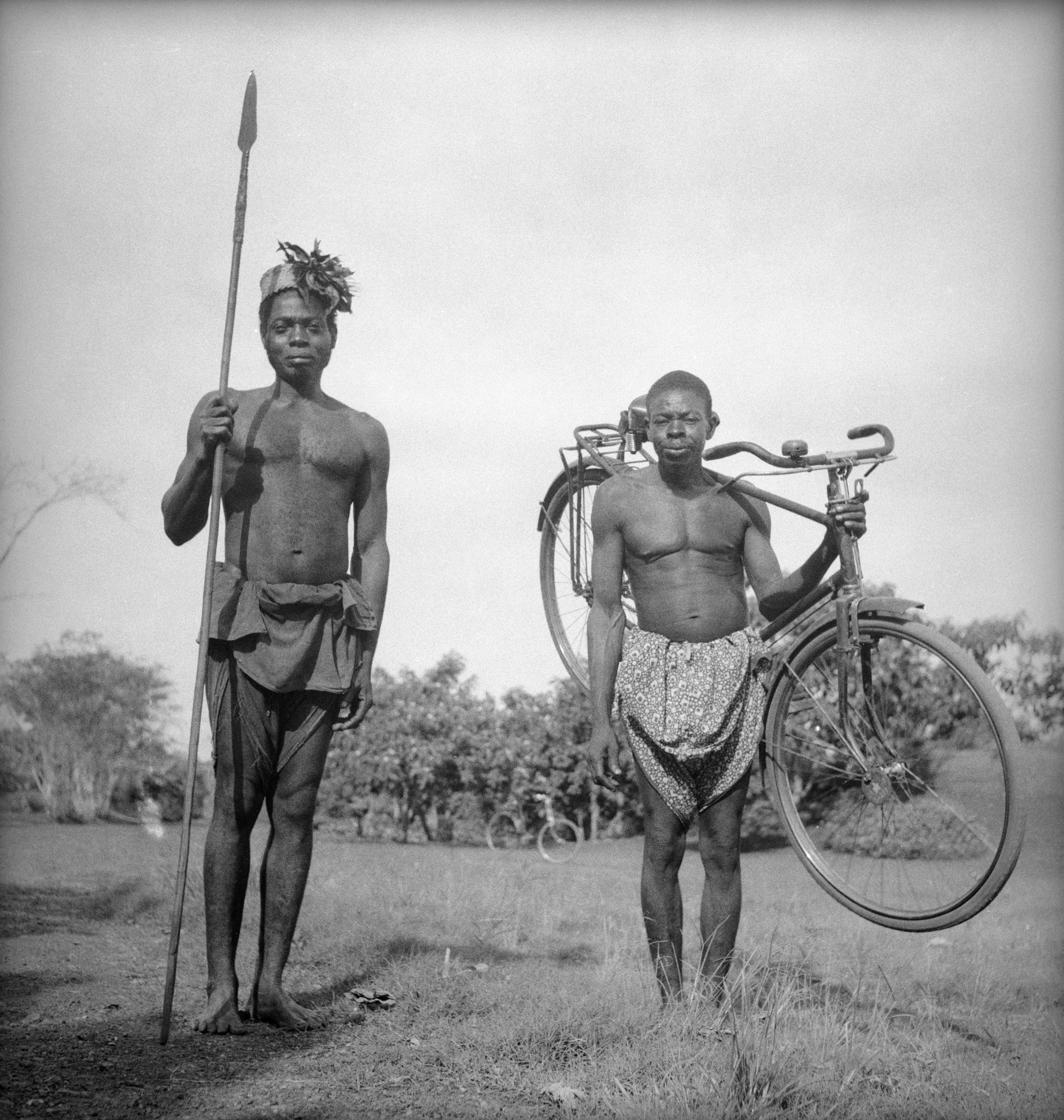
Belgické Kongo: muži s jízdním kolem, 1941 nebo 1942

Srpen strávila ve svém domě v Sils spolu se svou přítelkyní, herečkou Therese Giehse.
Dne 7. září 1942 spadla v Engadinu z jízdního kola a utrpěla vážné zranění hlavy a po chybné diagnóze na klinice, kde byla léčena, zemřela 15. listopadu. Během její hospitalizace Annemariina matka nedovolila, aby ji její manžel Claude Clarac, který spěchal do Sils z Marseille, ani její přátelé, navštívili v nemocnici. Po Annemariině smrti její matka zničila všechny její dopisy a deníky. Annemariina přítelkyně se postarala o to, aby se její spisy a fotografie dostaly do Švýcarského literárního archivu v Bernu.
Po většinu poslední dekády svého života byla Annemarie závislá na morfinu a občas byla pod dozorem psychiatrické péče. Trpěla depresemi, které pociťovala jako důsledek narušeného vztahu se svou dominantní matkou. „Vychovávala mě jako chlapce a jako zázračné dítě,“ uvedla později. „Záměrně mě nechávala o samotě, aby si mě udržela u sebe […]. Ale nikdy jsem jí nemohla uniknout, protože jsem byla vždycky slabší, ale přesto jsem se – protože jsem se mohla hádat – cítila silnější než ona, to znamená hluboce v právu. A protože ji miluji.“ Její rodinné problémy zhoršovali členové rodiny, kteří podporovali nacionalistické socialisty, zatímco Annemarie nacisty nenáviděla. Navzdory svým problémům byla Annemarie mimořádně plodná: kromě knih vydala v letech 1933 až 1942 365 článků a 50 fotografických zpráv pro švýcarské, německé a některé americké noviny a časopisy.
Annemarie je zpodobněna Klausem Mannem ve dvou z jeho románů: jako Johanna v románu Útěk na sever (Die Flucht in den Norden, 1934) a jako Anděl vyvržených v románu Vulkán (Der Vulkan, 1939). Je rovněž zmíněna v Mannově knize Bod obratu Tato kniha byla zpracována v Českém rozhlasu v roce 2006 jako dvanáctidílná četba na pokračování. Podle překladu Anny Siebenscheinové připravil Miroslav Stuchl, v dramaturgii Petra Turka a v režii Hany Kofránkové četl Pavel Soukup.

## Dílo

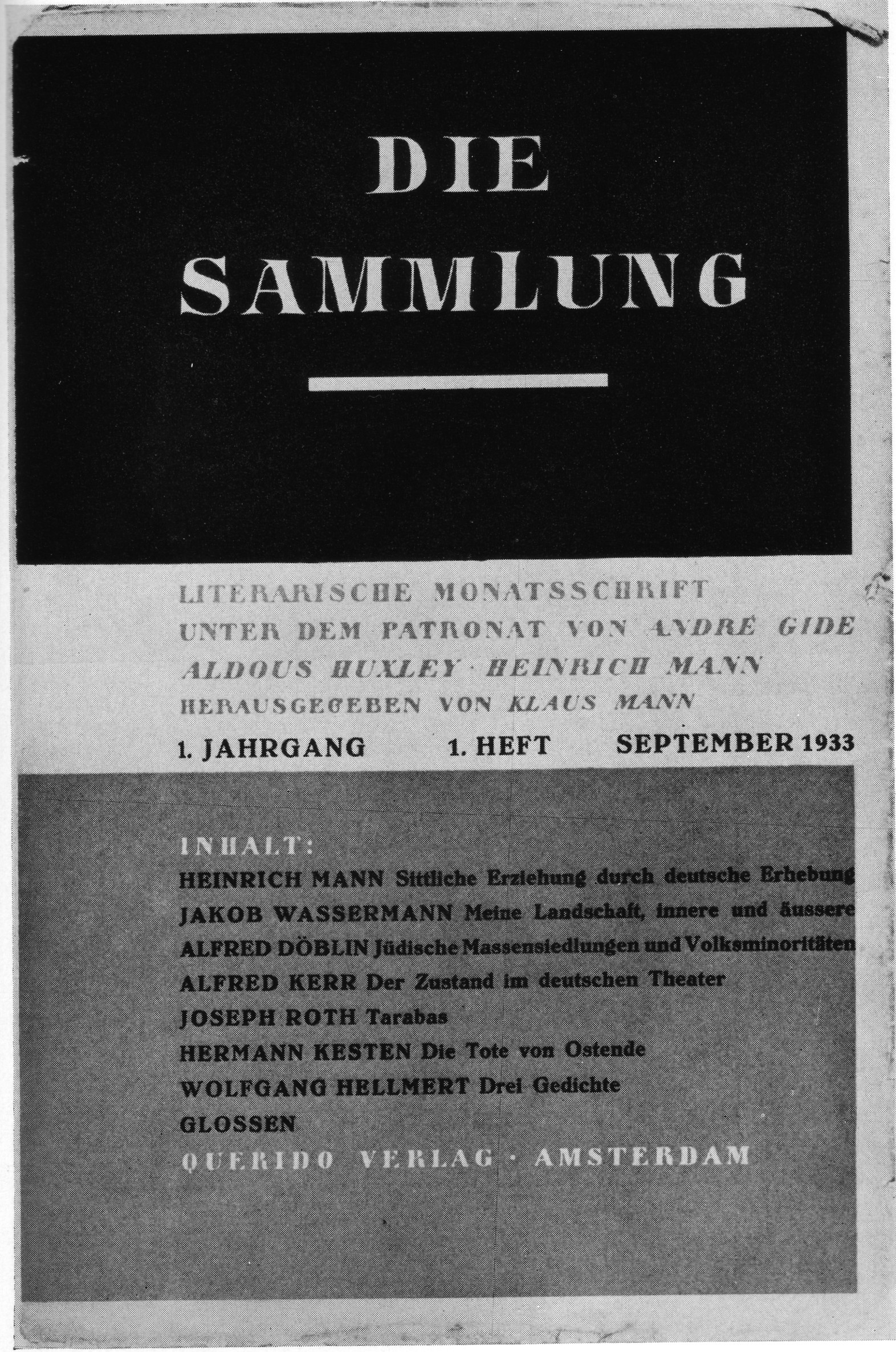
Titulní stránka časopisu německých exilových spisovatelů v Amsterdamu Die Sammlung, září 1933.

Annemarie Schwarzenbachová psala německy. Většina jejích děl nebyla přeložena do jiných jazyků:
- Annemarie Schwarzenbach. Analysen und Erstdrucke. Mit einer Schwarzenbach-Bibliographie. sestavitelé: Walter Fähnders a Sabine Rohlf. Bielefeld: Aisthesis 2005. ISBN 3-89528-452-1
- Das glückliche Tal (nové vydání Huber Verlag, 2001), ISBN 3-7193-0982-7
- Lyrische Novelle, 1933 (nové vydání Lenos, 1993, ISBN 3-85787-614-X), původní obálka a ilustrace: Jack von Reppert-Bismarck
- Bei diesem Regen (nové vydání Lenos, 1989, ISBN 3-85787-182-2)
- Jenseits von New York (nové vydání Lenos, 1992, ISBN 3-85787-216-0)
- Freunde um Bernhard (nové vydání Lenos, 1998, ISBN 3-85787-648-4)
- Tod in Persien (nové vydání Lenos, 2003, ISBN 3-85787-675-1 [anglický překlad: Death in Persia (Seagull Books, 2013, ISBN 978-0-8574-2-089-3)
- Auf der Schattenseite (nové vydání Lenos, 1995, ISBN 3-85787-241-1)
- Flucht nach oben (nové vydání Lenos, 1999, ISBN 3-85787-280-2)
- Alle Wege sind offen (nové vydání Lenos, 2000, ISBN 3-85787-309-4)
- Winter in Vorderasien (nové vydání Lenos, 2002, ISBN 3-85787-668-9)
- Georg Trakl. Erstdruck und Kommentar, k vydání připravili: Walter Fähnders a Andreas Tobler. In: Mitteilungen aus dem Brenner-Archiv 23/2004, s. 47–81
- Pariser Novelle [Erstdruck aus dem Nachlaß, k vydání připravil: Walter Fähnders. In: Jahrbuch zur Kultur und Literatur der Weimarer Republik 8. 2003, s. 11–35.
- Unsterbliches Blau: Reisen nach Afghanistan (spolu s Ellou Maillart a Nicolasem Bouvierem, nové vydání Scheidegger & Spiess, 2003, ISBN 3-85881-148-3
- Wir werden es schon zuwege bringen, das Leben. (dopisy A. Schwarzenbach adresované Klausi a Erice Mannovým) 1993, Centaurus Verlag : Pfaffenweiler, ISBN 3-89085-681-0
- Orientreisen. Reportagen aus der Fremde. editor: Walter Fähnders. Berlín: Verlag Edition Ebersbach, 2010. ISBN 978-3-86915-019-2
- Das Wunder des Baums. román. editoři: Sofie Decock, Walter Fähnders, Uta Schaffers. Curych: Chronos, 2011, ISBN 978-3-0340-1063-4
- Afrikanische Schriften. Reportagen – Lyrik – Autobiographisches. Editoři: Sofie Decock, Walter Fähnders a Uta Schaffers. Chronos, Curych 2012, ISBN 978-3-0340-1141-9
- Frühe Texte von Annemarie Schwarzenbach und ein unbekanntes Foto: Gespräch / Das Märchen von der gefangenen Prinzessin / mit dem Knaben Michael./ Erik. In: Gregor Ackermann, Walter Delabar (sestavitelé), Kleiner Mann in Einbahnstrassen. Funde und Auslassungen. Aisthesis, Bielefeld: 2017 (červen, Magazin für Literatur und Kultur, sešit 53/54), s. 152–182, ISBN 978-3-8498-1225-6.